# Nour Symon
D'origine égypto-québécoise, Nour Symon est artiste et s'identifie comme non binaire. Sa pratique artistique multidisciplinaire se situe au croisement de la musique de concert, de la poésie et des arts visuels de manière conjointe dans le but de créer un univers cohérent. En plus d'avoir exposé dans plusieurs espaces, Symon a publié deux recueils de poésie, un récit ainsi qu'une partition graphique.

## Biographie
La pratique artistique multidisciplinaire de Nour Symon s'inscrit à la frontière de la musique, de l'art visuel et de la poésie. « La pratique artistique de [Symon] se fonde sur l’interaction de trois axes majeurs dans ses créations, à savoir la musique de concert, les arts visuels et la poésie. Cette démarche transdisciplinaire se reflète tout particulièrement dans ses tableaux sonores — partitions graphiques instrumentales ou performatives, interprétées ici et ailleurs par des musiciens et artistes aux parcours aussi sinueux que possible. » La partition, comme outil, fait partie intégrante du processus créatif de l'artiste. 
En 2016, Symon fait paraitre un recueil de poésie intitulé Son corps parlait pour ne pas mourir qui questionne le rôle de la parole et dévoile les mythes de l'enfance.
Cette même année, aux côtés de l'autrice Marie-Hélène Constant et du compositeur Yannick Plamondon, l'artiste fait paraitre aux éditions de la Tournure une « partition graphique » intitulée Voir dans le vent qui hurle les étoiles rire, et rire. Cette dernière mélange un visuel expérimental au format de la partition classique. Ce mélange incongrue amène le lecteur de la partition à se livrer également à un travail d'interprétation, essayant ainsi de déchiffrer une partition et les sonorités illustrées par les différents dessins. Le 18 septembre 2016, l'Orchestre symphonique de Québec (OSQ) et son chef Fabien Gabel ont interprété la pièce en question, mais n'ont pas fourni d'enregistrement sonore. Ce livre a également fait l'objet d'une exposition à la Chapelle historique du Bon-Pasteur à Montréal.
En 2020, Symon publie un recueil de poésie intitulé L'amour des oiseaux moches aux Éditions Omri. Celui-ci a fait l'objet d'une production multidisciplinaire mélangeant créations orchestrales, musique électroacoustique, danse, chant, tableaux sonores et poésie. Elle est intitulée L'outre-rêve - Récits initiatiques transfrontaliers et a été présentée à l'Ensemble contemporain de Montréal (ECM+).
En 2021, Symon s'inspire du livre Désert mauve de Nicole Brossard pour créer plusieurs partitions graphiques qui ont été exposées à la Charpente des fauves. Ces partitions sont une représentation visuelle et sonore du roman de Nicole Brossard. Ces partitions graphiques serviront ensuite à des musiciens et musiciennes dans la création d'un opéra présenté dans le cadre du Cabaret déjanté du Printemps de la musique. « Entrent en résonance l’imaginaire poétique de Nicole Brossard, celui de l’auteure fictive du premier récit — Laure Angstelle —, celui de la traductrice Maude Laures ainsi que de l’univers sonore de [Symon]. [L'artiste] a cherché à s’imprégner des personnages du roman et à imaginer les textures harmoniques irisées de leur environnement sonore, aux couleurs complexes, modulant constamment entre consonance et riche rugosité à l’image des couleurs du désert, toujours semblables, toujours différentes dans l’infinie complexité des détails. » 
En 2021, Nour Symon participe une résidence d'écriture à la Maison de la littérature de Québec pour la réalisation d'un projet autour du mot « Khawal », un mot égyptien signifiant « une personne que j'aime », mais également « tapette », un mot d'insulte référant à l'homosexualité et plus largement au spectre LQBTQIA+. Dans ce cadre, la polysémie contradictoire dans l'usage de ce mot est questionnée.
Son travail visuel a fait l'objet de plusieurs expositions « chez Gham & Dafe, au Livart, à la Maison de la culture du Plateau-Mont-Royal, à la Chapelle historique du Bon-Pasteur, ainsi qu’au Palazzo Ducale di Lucca. » 

## Œuvres

### Récit
- Khawal ou Le privilège de la beauté, Montréal, Éditions du Noroît, 2024, 488 p.  (ISBN 9782897664619)

### Poésie
- Voir dans le vent qui hurle les étoiles rire, et rire (partition graphique), Montréal, Éditions de la Tournure, 2016, 205 p.  (ISBN 9782981385574)[12]
- Son corps parlait pour ne pas mourir, Montréal, Éditions de la Tournure, 2016, 79 p.  (ISBN 9782981385567)
- L'amour des oiseaux moches, Montréal, Omri, 2020, 153 p.  (ISBN 9782981610355)

## Prix et honneurs
- 2020 : En lice pour le Prix littéraires du Gouverneur Général dans la catégorie poésie (pour L'amour des oiseaux moches)[13].
- 2020 : Finaliste du Prix Émile-Nelligan (pour L'amour des oiseaux moches)[14].